# Prinovis
Prinovis war ein deutsches Unternehmen der Druckindustrie mit Sitz in Hamburg. Es entstand 2005 durch den Zusammenschluss der Tiefdruckbetriebe von Arvato, Gruner + Jahr und Axel Springer. 2015 dehnte Prinovis sein Geschäft auf den Offsetdruck aus. Seit dem Ausstieg von Axel Springer gehört das Unternehmen vollständig zu Bertelsmann. Prinovis ist Teil der Bertelsmann Printing Group, Europas größter Druckereigruppe.

## Geschichte

### Zusammenschluss der Tiefdruckbetriebe
Anfang 2004 bestätigten Bertelsmann und Axel Springer Verhandlungen über die Zusammenlegung ihrer Tiefdruckbetriebe. Grund dafür waren Überkapazitäten am Markt bei rückläufigen Auflagen und immer effizienteren Druckmaschinen. Parallel zu den Fusionsplänen fand eine Umstrukturierung bei Arvato statt, dem Dienstleistungsbereich von Bertelsmann. Nach monatelangen Gesprächen war die Gründung eines Tiefdruck-Gemeinschaftsunternehmens Mitte 2004 praktisch besiegelt. Im September 2004 gaben die Chefs der beteiligten Konzerne schließlich offiziell grünes Licht für Prinovis. Die Bertelsmann-Töchter Arvato und Gruner + Jahr besaßen einen Anteil von jeweils 37,45 %, Axel Springer war mit 25,1 % beteiligt.
Kritik an der Gründung des Unternehmens kam vor allem von mittelständischen Druckereien. Die Europäische Kommission äußerte zunächst ebenfalls Bedenken, genehmigte die Fusion aber im Mai 2005 ohne Auflagen. Mit 4300 Beschäftigten und einer Milliarde Euro Umsatz war Prinovis nicht nur das größte Tiefdruckunternehmen Deutschlands, sondern auch bereits Marktführer in Europa. Die Geschäftsführung hatte ihren Sitz zunächst in Nürnberg, als Sitz des Unternehmens wählte man aber Hamburg. Neben den deutschen Standorten baute Prinovis im britischen Liverpool eine neue Druckerei auf. Während in Deutschland das Angebot die Nachfrage nach wie vor überstieg, war der Markt in Großbritannien noch nicht gesättigt.

### Konsolidierung und Umstrukturierung
2005 erhielt Prinovis 30 Prozent seiner Druckaufträge von Bertelsmann und Axel Springer, die Mehrheit des Geschäfts generierten unabhängige Kunden. Im selben Jahr kündigte Prinovis an, die verbleibenden Anteile seiner Nürnberger Druckerei (ehemals Maul-Belser) von KarstadtQuelle zu übernehmen. Der Essener Konzern besaß daran noch 25 Prozent, der Verkauf wurde 2006 abgeschlossen. Trotz diverser Sparmaßnahmen hatte Prinovis weiterhin wirtschaftliche Schwierigkeiten. Aufgrund dessen wurden in Ahrensburg und Itzehoe Arbeitsplätze abgebaut, wobei man zunächst ohne betriebsbedingte Kündigungen auskam. 2008 musste das Unternehmen dann die komplette Druckerei in Darmstadt schließen, um nicht in die Verlustzone zu geraten. Sowohl der Oberbürgermeister als auch die Gewerkschaft Ver.di kritisierten diese Entscheidung. Was die Druckerei in Nürnberg betraf, machte Prinovis zusätzlich die Insolvenz des Großkunden und früheren Gesellschafters Arcandor (ehemals KarstadtQuelle) zu schaffen.
Als Reaktion auf die Krise wurde Prinovis radikal vom klassischen Tiefdruckkonzern zum modernen Mediendienstleister umgebaut. Dafür installierte das Unternehmen zum Beispiel flächendeckend Softproof-Stationen, um mehr digitale Freigaben zu ermöglichen. Das Angebot im Bereich der Content-Management-Systeme wurde ebenfalls erweitert. Darüber hinaus war bei Prinovis zeitweise sogar eine Schließung der Hamburger Zentrale im Gespräch, was die Kosten mutmaßlich weiter gesenkt hätte. Im Rahmen der Umstrukturierung verließ Gruner + Jahr das Gemeinschaftsunternehmen: 2011 gingen die Anteile des Hamburger Verlagshauses innerhalb des Bertelsmann-Konzerns auf das Schwesterunternehmen Arvato über. Es kam zu weiteren Stellenstreichungen, während Prinovis unter anderem Maschinen des insolventen Konkurrenten Schlott erwarb. 2013 verkündete das Unternehmen die Auflösung seiner Druckerei in Itzehoe, weil diese kontinuierlich Verluste schrieb. Dagegen demonstrierten mehrere tausend Menschen.
Im selben Jahr hatte Prinovis einen Großbrand in seiner Dresdner Druckerei zu verkraften. 2014 verlor das Unternehmen einen wichtigen Kunden: Der Spiegel wechselte zu Mohn Media, einer anderen Bertelsmann-Tochtergesellschaft. Das Nachrichtenmagazin wurde fortan im Offsetdruck produziert. Weil ähnliche Entwicklungen bei anderen Kunden zu beobachten waren, dehnte Prinovis sein Geschäft 2015 auf den Offsetdruck aus. Dresden war der erste Standort, an dem beide Verfahren angeboten wurden.

### Neuordnung des Konzernbereichs
Prinovis sicherte sich weitere Aufträge in Millionenhöhe. 2015 kündigte Axel Springer an, sich von seiner Beteiligung an Prinovis zu trennen, aber weiterhin Kunde zu bleiben. Bertelsmann kaufte die verbleibenden 25,1 % und wurde damit alleiniger Gesellschafter des Unternehmens. Die Kartellbehörden machten keine Einwände geltend. Mit der Transaktion erhielt Prinovis größere Unabhängigkeit und der Mutterkonzern Gelegenheit, die Strukturen seiner Druckbetriebe zu vereinfachen. Aus dem 2012 geschaffenen Bereich Be Printers, der neben Prinovis bereits viele Druckereien des Konzerns umfasste, entstand zum 1. Januar 2016 die Bertelsmann Printing Group, in der alle Druckgeschäfte von Bertelsmann gebündelt wurden.

## Schließung der Standorte Nürnberg, Dresden und Ahrensburg
Mitte April 2019 gab die Unternehmensgruppe Bertelsmann gegenüber der Öffentlichkeit bekannt, dass auf Grund der Auftragsrückgänge im Druckbereich die Tochter Prinovis mit Standort in Nürnberg zum 30. April 2021 schließt. Von der Schließung sind rund 900 Mitarbeiter betroffen. Laut der Bertelsmanngruppe sind die anderen Standorte von dieser Entscheidung nicht betroffen. An dem Standort in Nürnberg wurden u. a. folgende Printprodukte gedruckt: Glamour, Quelle-Katalog, ADAC-Mitgliederzeitschrift Motorwelt, IKEA-Katalog, Apotheken-Umschau und der letzte OTTO-Katalog im Frühjahr 2019.
Im November 2021 teilte Prinovis mit, den Druckbetrieb in Dresden wegen überproportionaler Nachfragerückgänge bei Katalogen und Zeitschriften mit hoher Auflage Ende 2022 zu schließen. Davon sind etwa 470 Mitarbeiter betroffen.
Im Februar 2023 wurde bekannt, dass der letzte Standort Ahrensburg zum 31. Januar 2024 geschlossen wird, wovon 545 Mitarbeiter betroffen sind.

## Struktur
Das Unternehmen wurde am 10. März 2005 unter der Firma Ink Druck Ltd. & Co. KG ins Handelsregister eingetragen und erst zwei Monate später in Prinovis umbenannt. Die Kombination der Rechtsformen einer deutschen Kommanditgesellschaft, der eine britische Kapitalgesellschaft als persönlich haftender Gesellschafter (Komplementär) vorgeschaltet wird, wählte man aus steuerlichen Gründen. Im Januar 2016 schied die Prinovis Limited mit Sitz in London wieder als Gesellschafter der Kommanditgesellschaft aus, an ihre Stelle rückte die Prinovis GmbH mit Sitz in Gütersloh. Heute ist Prinovis also eine GmbH & Co. KG, die sich komplett nach deutschem Recht richtet.
Prinovis siedelte seinen Sitz in der Hansestadt Hamburg an. Die Zentrale des Unternehmens befand sich zunächst in der HafenCity. Aktuell sitzt Prinovis in Hamburg-Bahrenfeld. Bei seiner Gründung unterhielt Prinovis fünf deutsche Druckereien in Ahrensburg, Darmstadt, Dresden, Itzehoe und Nürnberg. Mit der Schließung der Betriebe in Darmstadt und Itzehoe reduzierte sich die Zahl der deutschen Druckereien auf drei. Die Geschäftsführung von Prinovis haben Niklas Darijtschuk, Dieter Simon und Ulrich Cordes inne. CEO der übergeordneten Bertelsmann Printing Group ist Axel Hentrei.

## Produkte
Prinovis stellte unter anderem Zeitschriften, Kataloge und Prospekte für verschiedene Branchen her. Das Unternehmen bot dafür sowohl den klassischen Tiefdruck als auch Offsetdruck an. Dies spiegelte den generellen Technologiewandel in der Druckindustrie wider. Bereits 2007 produzierte Prinovis Europas ersten Tiefdruck-Katalog auf Papier nach dem FSC-Standard. Seit 2016 kaufte das Unternehmen generell nur noch Papier, das nach den Nachhaltigkeitsstandards FSC oder PEFC zertifiziert ist. Einige Druckerzeugnisse von Prinovis dürfen den Blauen Engel tragen.
Neben dem Druck kümmerte sich Prinovis um die Veredelung und Weiterverarbeitung seiner Erzeugnisse, beispielsweise durch UV-Lackierung, Klebebindung, Sammelheftung oder Polybagging. Zu Prinovis gehörte mit der Nürnberger Firma MBS eine Kreativagentur, die sich auf Werbung, Fotografie und E-Commerce spezialisiert hat. Dadurch konnten Kunden nicht nur Inhalte für ihre Druckerzeugnisse bei Prinovis produzieren lassen, sondern komplette crossmediale Kampagnen ordern.